# Vanzago
Vanzago – miejscowość i gmina we Włoszech, w regionie Lombardia, w prowincji Mediolan.
Według danych na rok 2004 gminę zamieszkiwało 6780 osób, 1130 os./km².
W miejscowości znajduje się stacja kolejowa Vanzago-Pogliano.